# My Son, My Son!
My Son, My Son! is een Amerikaanse dramafilm uit 1940 onder regie van Charles Vidor. Destijds werd de film in Nederland uitgebracht onder de titel Mijn zoon, mijn zoon.

## Verhaal
William Essex is een auteur die zichzelf vanuit de sloppen van Manchester omhoog heeft gewerkt. Hij wil zijn zoon Oliver alle kansen te geven, die hij zelf nooit heeft gekregen. Oliver wordt een verwend kind, dat iedereen in zijn omgeving kwetst.

## Rolverdeling
| Acteur               | Personage        |
| -------------------- | ---------------- |
| Madeleine Carroll    | Livia Vaynol     |
| Brian Aherne         | Wiliam Essex     |
| Louis Hayward        | Oliver Essex     |
| Laraine Day          | Maeve O'Riorden  |
| Henry Hull           | Dermot O'Riorden |
| Josephine Hutchinson | Nellie Essex     |
| Sophie Stewart       | Sheila O'Riorden |
| Bruce Lester         | Rory O'Riorden   |
| Scotty Beckett       | Oliver als kind  |
| Brenda Henderson     | Maeve als kind   |
| Teddy Moorwood       | Rory als kind    |
| May Beatty           | Annie            |
| Stanley Logan        | Kolonel          |
| Lionel Belmore       | Mijnheer Moscrop |
| Mary Gordon          | Mevrouw Mulvaney |